# پائولو سزار روخا روسا
پائولو سزار روخا روسا (به پرتغالی: Paulo César Rocha Rosa) مهاجم اهل برزیل است که در شهر São Luís و در تاریخ ۵ ژانویهٔ ۱۹۸۰ به دنیا آمده‌است.
پائولو سزار روخا روسا در تیم‌های فوتبال Vila Nova سابقهٔ حضور دارد.